# Municipio de Jackson (condado de Brown, Indiana)
El municipio de Jackson (en inglés: Jackson Township) es un municipio ubicado en el condado de Brown en el estado estadounidense de Indiana. En el año 2010 tenía una población de 4002 habitantes y una densidad poblacional de 24,77 personas por km².

## Geografía
El municipio de Jackson se encuentra ubicado en las coordenadas 39°17′1″N 86°18′38″O / 39.28361, -86.31056. Según la Oficina del Censo de los Estados Unidos, el municipio tiene una superficie total de 161.57 km², de la cual 159 km² corresponden a tierra firme y (1,59 %) 2,58 km² es agua.

## Demografía
Según el censo de 2010, había 4002 personas residiendo en el municipio de Jackson. La densidad de población era de 24,77 hab./km². De los 4002 habitantes, el municipio de Jackson estaba compuesto por el 97,18 % blancos, el 0,5 % eran afroamericanos, el 0,47 % eran amerindios, el 0,4 % eran asiáticos, el 0,27 % eran de otras razas y el 1,17 % eran de una mezcla de razas. Del total de la población el 1,05 % eran hispanos o latinos de cualquier raza.